# Lijst van Nintendo Switch 2-spellen
De lijst van Switch 2-spellen bevat computerspellen die voor de Nintendo Switch 2 in fysieke vorm zijn uitgekomen. Een aantal titels hebben het onderschrift "Nintendo Switch 2 Edition" gekregen om aan te geven dat ze opnieuw zijn remastered met een hogere beeldkwaliteit. Deze lijst is mogelijk incompleet.
In de tabel is tevens een kolom opgenomen voor virtuele gamecards. Dit zijn fysieke Switch 2 spelcartridges met een ingebouwde code om het spel te downloaden vanaf de Nintendo eShop. Het bedrijf biedt hiermee een tussenstap tussen digitale en fysieke spellen aan.
De Switch 2 is daarnaast ook achterwaarts compatibel met de meeste speltitels van de Nintendo Switch. Raadpleeg hiervoor de lijst van Nintendo Switch-spellen.
| Titel                                                 | Jaar | Ontwikkelaar         | Uitgever            | Virtuele gamecard |
| ----------------------------------------------------- | ---- | -------------------- | ------------------- | ----------------- |
| Arcade Archives 2: Ridge Racer                        | 2025 | Namco                | Hamster Corporation |                   |
| Bravely Default: Flying Fairy                         | 2025 | Silicon Studio       | Nintendo            | Ja                |
| Civilization VII                                      | 2025 | Firaxis Games        | 2K Games            |                   |
| Cyberpunk 2077: Ultimate Edition                      | 2025 | CD Projekt RED       | CD Projekt RED      |                   |
| Daemon x Machina: Titanic Scion                       | 2025 | First Studio         | Marvelous           |                   |
| Deltarune                                             | 2025 | Toby Fox             | 8-4                 |                   |
| Disgaea 7 Complete                                    | 2025 | Nippon Ichi Software | NIS America         | Ja                |
| Donkey Kong Bananza                                   | 2025 | Nintendo EPD         | Nintendo            |                   |
| Drag X Drive                                          | 2025 | Nintendo             | Nintendo            |                   |
| Dragon Quest I & II HD-2D Remake                      | 2025 | Artdink              | Square Enix         | Ja                |
| Duskbloods, The                                       | 2026 | FromSoftware         | FromSoftware        | N.n.b.            |
| EA SPORTS Madden NFL 26                               | 2025 | EA Sports            | Electronic Arts     | Ja                |
| Farming Simulator: Signature Edition                  | 2025 | Giants Software      | Giants Software     | Ja                |
| Fast Fusion                                           | 2025 | Shin'en Multimedia   | Shin'en Multimedia  |                   |
| Fortnite                                              | 2025 | Epic Games           | Epic Games          |                   |
| Hitman: World of Assassination                        | 2025 | IO Interactive       | IO Interactive      | Ja                |
| Hogwarts Legacy                                       | 2025 | Avalanche Software   | Warner Bros. Games  | Ja                |
| Hyrule Warriors: Age of Imprisonment                  | 2025 | AAA Games Studio     | Nintendo            |                   |
| Kirby Air Riders                                      | 2025 | Bandai Namco         | Nintendo            |                   |
| Kirby en de Vergeten Wereld + De Sterrenwereld        | 2025 | HAL Laboratory       | Nintendo            |                   |
| Kunitsu-Gami: Path of the Goddess                     | 2025 | Capcom               | Capcom              |                   |
| Legend of Zelda: Breath of the Wild, The              | 2025 | Nintendo             | Nintendo            |                   |
| Legend of Zelda: Tears of the Kingdom, The            | 2025 | Nintendo             | Nintendo            |                   |
| Mario Kart World                                      | 2025 | Nintendo             | Nintendo            |                   |
| Marvel Cosmic Invasion                                | 2025 | Tribute Games        | Dotemu              |                   |
| Metroid Prime 4: Beyond                               | 2025 | Retro Studios        | Nintendo            |                   |
| Mortal Kombat: Legacy Kollection                      | 2025 | Digital Eclipse      | Digital Eclipse     |                   |
| Nintendo Switch 2 Welcome Tour                        | 2025 | Nintendo             | Nintendo            |                   |
| No Sleep for Kaname Date - From AI: The Somnium Files | 2025 | Spike Chunsoft       | Spike Chunsoft      | Ja                |
| Nobunaga's Ambition: Awakening                        | 2025 | Koei Tecmo           | Koei Tecmo          | N.n.b.            |
| Pokémon Legends: Z-A                                  | 2025 | Game Freak           | Nintendo            |                   |
| Puyo Puyo Tetris 2S                                   | 2025 | SEGA                 | SEGA                | Ja                |
| Raidou Remastered: The Mystery of the Soulless Army   | 2025 | Atlus                | SEGA                | Ja                |
| Rune Factory: Guardians of Azuma                      | 2025 | Marvelous            | Marvelous           |                   |
| Shadow Labyrinth                                      | 2025 | Bandai Namco         | Bandai Namco        |                   |
| Sonic X Shadow Generations                            | 2025 | SEGA                 | SEGA                | Ja                |
| Split Fiction                                         | 2025 | Hazelight Studios    | Electronic Arts     |                   |
| Star Wars: Outlaws                                    | 2025 | Ubisoft              | Ubisoft             | Ja                |
| Story of Seasons: Grand Bazaar                        | 2025 | Marvelous            | Marvelous           |                   |
| Street Fighter 6: Years 1-2 Fighters Edition          | 2025 | Capcom               | Capcom              | Ja                |
| Super Mario Party Jamboree + Jamboree TV              | 2025 | Nintendo             | Nintendo            |                   |
| Survival Kids                                         | 2025 | Unity Technologies   | Konami              |                   |
| Tamagotchi Plaza                                      | 2025 | Hyde                 | Bandai Namco        |                   |
| Tony Hawk's Pro Skater 3+4                            | 2025 | Iron Galaxy          | Activision          |                   |
| Wild Hearts S                                         | 2025 | Omega Force          | Koei Tecmo          |                   |
| Witchbrook                                            | 2025 | Chucklefish          | Chucklefish         |                   |
| Yakuza 0 Director's Cut                               | 2025 | RGG Studio           | SEGA                | Ja                |